# 摺紙戰士
《摺紙戰士》（官方英語譯名：Origami Fighters），是台灣的漫畫家周顯宗的漫畫作品。韓國同樣稱為摺紙戰士（접지전사，Origami Warriors），日本稱為。
漫畫版曾在多本漫畫周刊連載，包括《王牌小子》、《強棒》、《元氣少年》及《快樂快樂月刊》，摺紙戰士第一部與第二部《摺紙戰士G》和外傳《摺紙戰士X》、《摺紙戰士F》已經完結，以及以推廣摺紙為目標的外傳《摺紙Q戰士》。
2013年9月16日，周顯宗與動畫導演姚孟超、吳慶璋在台北國際數位內容交流會上舉行記者會，宣布將推出摺紙戰士的3D動畫《摺紙戰士W》，由冉色斯創意影像製作，同時發表一分鐘宣傳片。預定於2014年6月在台灣國際動漫節上推出15分鐘的前導片，2015年播出正式內容。2018年起，初代故事續篇《摺紙戰士A》於台灣青文的電子漫畫雜誌《無限誌》每月第一個週五連載。

## 故事簡介

### 摺紙戰士
一名少年的父親友人因被黑暗組織追殺而逃，殺手也跟著追殺到少年的家，在一場戰鬥後，少年拿到了四張摺紙和一本摺紙秘笈，從此揭開和黑暗組織對抗的冒險歷程序幕。
古老的地球曾經有過許多高科技的古文明系統，但是這些系統最後都沒有留存下來，然而在數千萬年以前，地球上一支名為『龍族』的族群，藉著八大魔神的宮殿及被封印的混沌寶座（金字塔）等古代遺跡建立了一個富強的國家，名為精靈界，在不斷研究及開發八大魔神的能力之後，龍族終於開發出一種傳送物質與法術能力的特殊系統，這個系統用現在的語言叫做『摺紙化身符』（統稱），化身符是一種精密電子線路及特殊材質所組成的軟性薄片，外觀如同一般的色紙，但化身符是撕不破的，揉爛了也會自動恢復原狀（屬於記憶合金一類的東西），而且在經過一定的摺疊程序之後，使用者便能將化身符的電子線路連結起來，並且摺紙藉由腦波接收使用者要的東西，摺紙再傳送給精靈界，精靈界便能製作出其所需要的道具物品，或是產生精靈。
由於龍族逐漸發現八大魔神的真實身份與過度依賴其法術能力的潛在危險，於是龍族開始研發『絕色化身符』，以完全不同於一般化身符的長條形狀與材質所製成的絕（無）色化身符，內部所隱藏的超強能力可說是剋制遠古惡魔的最終力量，然而在研發完成之後，龍族野心侵略全世界所創造出來的可怕怪物─多重基因體，猛獸─卻也因為失控而反噬精靈界，既巨大又兇猛，而且什麼都吃的猛獸，因為長到連火之法術也燒不掉的可怕程度，在最後的賭注之下，龍族不得已發動所有遺跡的力量，將精靈界整個發送到外太空去，以脫離大氣層的炎熱大火燒燬猛獸，而從此之後，地球上的文明科技，與建造成月球的精靈界，也逐漸失去了連繫。

### 摺紙戰士G（Generation）
在混沌神-軋德的大破壞事件之後，小哲與小蓮跟著卡米一行人前往異次元找回小蓮重生後失去的記憶，並且也尋找其父母親的下落，然而異次元與地球的時間速度差異極大，轉眼地球上已經過了25年。25年後的現在，少年-易章旨因其體質與接受了警察學校的教育等因素，投入了新生市警署裡的摺紙戰士第七小隊，與雙重個性的隊長李燕，以及具有特殊獸人身份的小畢，展開的另一段全新故事。

### 摺紙戰士X（X-Files）
小哲與小蓮跟著卡米一行人前往異次元找回小蓮重生後失去的記憶，並且也尋找其父母親的下落，其間來到古代的地球遇上龍族，更碰到古代版紅色天龍。

### 摺紙戰士F（Forever young）
在易章旨和小蝶離開了這段時間，小畢的冒險故事。

### 摺紙戰士A（Adventures）
地球從宇宙誕生之後，不知道有多少的文明興起又沒落。一支名為「龍族」的族群開發了「摺紙化身符」系統最後並創造了「絕色化身符」，擁有它的人可以化身成「絕色天龍」……現在經過漫長的歲月，一位名叫「王志哲」的少年拿到了「絕色化身符」。

## 作品用語
- 摺紙：

能夠連繫精靈界，藉以產生精靈或召喚物品的物品，摺紙不會被揉爛或撕毀，還能自行恢復原狀。故事中的摺紙主要分為兩大類，化身摺紙和道具摺紙。除了化身摺紙與道具摺紙以外，還有絕色摺紙及以此開發的絕色系統。
- 化身摺紙：

某些摺紙化身符經過折疊後，能夠產生與摺疊型態相對應的動（植）物型態精靈，並與精靈節訂契約，便可被賦予摺紙戰士特殊的力量，精靈細胞逐漸融入契約者。變身摺紙通常多為正方型，依據顏色區分等級高低，分別是（由高至低）金、銀、黑、灰、白、紅、橙、黃、綠、藍、靛、紫。至於屬性則分為風、火、電、土、木、水、光與暗等屬性，其中光、暗是隱藏屬性。目前已知的化身型態有傳說動物類、植物類、飛禽類、動物類、水生類、昆蟲類。
傳說動物類：僅在傳說中提及的生物（例如龍、鳳等）化身姿態都歸於此類。此種型態的摺紙戰士在六大型態當中最為稀少，但整體能力卻是六大型態當中最厲害的。此外，各大屬性都有可能出現在傳說動物類的摺紙戰士身上。龍族戰士本身還具有覺醒能力，使自身戰力大幅上升；鳳族戰士被高級、同等級對象擊敗則可以復活，但記憶會失去。
植物類：各種植物（例如花、草、樹等）化身姿態都歸於此類。植物類的摺紙戰士皆為木屬性，雖然他們的肉搏戰鬥力比較不如其他型態，卻擁有強力的治癒輔助能力，在戰鬥中擔任重要的支援工作。
飛禽類：各種型態的飛禽（例如鷹、鶴、雲梟等）化身姿態都歸於此類。飛禽類的摺紙戰士主要運用風屬性的戰鬥法術，並且擁有在空中飛行的特殊優勢。
動物類：生於陸地上的動物（例如狼、獅、狐等）化身姿態都歸於此類。動物類的摺紙戰士能夠使用風、電、火、土屬性的戰鬥法術，他們的生命力、敏捷度、肉搏能力都相當出眾，僅次於傳說動物類。
水生類：生於水裡的生物（例如魚、蝦、蟹等）化身姿態都歸於此類。水生類的摺紙戰士皆為水屬性，會在水域地區占有作戰優勢。
昆蟲類：各種昆蟲（例如蟬、蝶、蜂等）化身姿態都歸於此類。昆蟲類的主要屬性是電屬性與土屬性，而且還有削減或牽制對手戰鬥能力的輔助技能。
- 道具摺紙：

經過特殊折疊手續後後，能夠從精靈界召喚一些作戰物品來到現實的摺紙。沒有顏色的分別，紙張也不一定是正方形的，理論上只要摺得出來就能召喚，唯獨龍頭摺紙無效。道具摺紙能召喚的型態包括武器（例如槍、劍、飛機、飛彈、結界）以及守護神。
- 摺紙戰士：

運用化身摺紙變身進行戰鬥的人，依據自己化身型態的生物特性、個別的屬性，衍生出不同的戰鬥形式，也會依據個體的個性、技能、嗜好等延伸出專有戰士技能。當等級低的摺紙戰士擊敗比自己等級高的對手時，化身摺紙的等級（顏色）也會提升；若是高等級的那一方擊敗低等級的摺紙戰士，則會累積經驗。若是同等級但戰鬥型式不同（例如治療型對決戰鬥型）的摺紙戰士擊敗對手，將會在對手敗北後，吸收對手的能力為己用。而完整的摺紙戰士須要有三個要件：訂契約的化身摺紙、防獸化眼罩、節約化身能源及收藏化身摺紙的神奇手環。
摺紙戰士被另一個摺紙戰士擊敗的話，敗北的那一方只會在空中留下自己的摺紙，等級高者或特殊能力不同者的力量、等級會全數轉移到對手的身上。但是摺紙戰士被一般人類擊敗的話，他（她）的摺紙會變成精靈，並且在之後變成該名人類的化身摺紙。
- 精靈細胞：

每個摺紙戰士的體內，都有跟自己化身型態有關的特殊細胞與精靈。掌管著一個人的化身持久性，以及能在戰鬥中運用的能量。當一位摺紙戰士在受到重傷卻沒有當場致命的狀態，精靈細胞會自動啟發作用，將摺紙戰士暫時變成精靈的型態，過一段時間才會恢復人型的模樣。每種精靈所能承受的傷勢上限均不相同，其中以龍、狼為最高，植物類最低。
某些摺紙戰士的力量提升到某種程度，就會與精靈細胞產生融合作用，獲得更強盛的力量，但是自身的容貌體質也會跟著改變。若是放任精靈細胞不加以控制，那麼摺紙戰士將會因為精靈細胞過度發展導致『獸化（木化）』，變成失去理性的怪物（或是植物，本身的型態不限制於化身摺紙，具有多元的植物基因），龍細胞除外。有一種特殊的眼罩，能夠控制精靈細胞過度發展造成的獸化，但是會一種特殊面具控制，有控制配戴眼罩者的能力。
- 神奇手環：

節約化身能源及收藏化身摺紙的手環，並且擁有自由轉換精靈型態的能力。但龍族戰士例外，因為其本身就具有這些能力，當與精靈細胞融合便可以覺醒

## 登場人物

### 摺紙戰士
註：此乃漫畫的摺紙戰士，與動畫完全不同。（包括人名及背景）

#### 主角群
- 王志哲：紅色龍精靈．天龍，紅色天龍→紫色天龍→紫色天龍強化型→黑色天龍（火）→絕色天龍（全）→幻色天龍（摺紙戰士A登場）

青文小學學生，綽號小哲，容貌與向後的長髮皆遺傳自母親，愛玩電玩，但是不擅長美術。原本個性開朗，衝動，運動神經發達。後來父母消失於次元通道中，令其性格劇烈改變，戰鬥時亦變得殘酷及毫不留情。在摺紙戰士Ｘ中與小蓮回到過去的地球。
- 曾麗蓮：黃色花精靈．莉莉，黃色花仙→黃色花仙戰鬥型→白色花仙→絕色花仙（護甲）（木）→絕色飛鳳（全）→幻色犄鳳（摺紙戰士A登場）

青文小學學生，綽號小蓮，是小哲的青梅竹馬，擅長美術創作。被黑色巨鯨打敗死亡後，由於小哲到精靈界時擅自開啟貯存槽使她重生，造成其性格180度大轉變，失去所有關於小哲的記憶，後來被卡米修復。在摺紙戰士Ｘ中與小哲回到過去的地球，被以前的紅色天龍賦予絕色飛鳳摺紙。
- 蘇代止：紫色鶴精靈．伯特，紫色靈鶴→紫色靈鶴強化型→橙色靈鶴→黑色靈鶴→絕色靈鶴（護甲）（風）

青文小學學生，綽號書呆子，深度近視，佩戴眼鏡是其特徵。是隊伍中的智囊團，喜歡理論，就算在戰鬥中也經常不由自主的進行分析和說明。父親為蘇步棋（後被多重基因體里歐吸收死在月球地下城），母親在他小時候已去世，喜歡小蓮。他也學會了精靈界的歷史和龍族文字，在14歲就跳級念大學課程。失去雙親後視小蓮的父母如親人，在小哲與小蓮跟著卡米一行人前往異次元的25年後（38歲），成為世界聯邦新生市的摺紙戰士道具開發局局長。
- 畢直：守護神．歐力卡米－法達；黑色魚精靈．錦鯉（解放）；金色遊龍（水）

青文小學學生，綽號痞子。個頭矮胖，最喜歡將別人的東西佔為己有，擁有一種死不吃虧的性格，身陷危險時總是三十六計走為上策，前期以道具摺紙召喚巨大的守護神法達作戰，後期由於取得金色遊龍護甲及為了召喚更多有用的道具而將法達拆開，是一行人當中，少數沒有取得絕色摺紙的人（主要是捨不得護甲的超級閃避功能）。後來與宜珊結婚育有一子小畢。
- 達克·沃夫：藍色狼人→綠色狼人→綠色狼人強化型→閃電灰狼→絕色奔狼（護甲）（電）

考古學家，王博士的大學朋友，大學時期是蓓兒特的戀人。特徵是黃色中長髮，左臉常被頭髮覆蓋。持有的狼精靈的名字是沃夫。初年從事有關精靈界及摺紙戰士系統的考古，狂炎一郎知道後便派蓓兒特做間諜，掌握其動靜。及後因為搶走了摺紙寶典及化身符，而被狂炎一郎派人追殺，展開了與黑色聯盟的長期對抗。在獸精靈與細胞融合後，每逢月圓之夜便會化身狼人，嗅覺與體能也會增強，肉搏能力、復原力全部提升至最大值。是呂美斯的鍾情對象。小哲與小蓮跟著卡米一行人前往異次元的25年期間，達克和呂美斯結婚，成為「貝兒」（幼童化的蓓兒特）和狂龍的養父母，持續在考古界活躍。
- 呂美斯：綠色兔精靈．蕾比特→白色兔精靈．蕾比特，白色越野兔→黑色越野免→絕色越野免（護甲）（土）

青文小學老師，一頭褐色長髮是她最大的特徵，同時也是狂龍在第一代劇情傾慕的對象。十分關心學生，亦有嫉惡如仇，膽大心細的性格。無意中加入了小哲等人對抗黑色聯盟的行列。對達克一見鍾情。
初期運用道具摺紙協助小哲等人作戰，曾經用兩張道具摺紙分別召喚次元斬裂劍與火箭槍，間接擊敗當時的綠色越野兔（因為越野兔被自己施展的泥沼纏住，被呂美斯戰鬥中不慎掉落的次元斬裂劍貫穿身軀），之後越野兔的摺紙變成精靈歸她所有，隨著劇情發展亦領悟了摺紙化身。小哲與小蓮跟著卡米一行人前往異次元的25年期間，達克和呂美斯結婚，成為「貝兒」（幼童化的蓓兒特）和狂龍的養父母，投身考古界。
學習能力強，可以在看過王志哲的戰士技模仿，也看過混沌神的法術，迅速學習地龍翻身加以反擊。
- 狂龍：黑色狂龍（火）→幻色影龍（摺紙戰士A登場）

黑色聯盟盟主的兒子，大哥在車禍中喪生，母親憂鬱成病而死，有戀母情結。因為不滿自己的父親軟禁母親及其稱霸世界的計劃，而加入小哲等人對抗黑色聯盟的行列，於故事初期，已經有讓單手獨立化身的能力。
為人我行我素，除了呂老師的說話外誰的也不聽，原本推斷小哲是自己的大哥，後來從父親口中得知真相後曾回到父親身邊，幫助父親守住主動力爐。在他眼中，只有福丸及父母是真正愛他的人，其他同伴不過是利用他而已。然而他也會擔心眾同伴的安危。小哲與小蓮跟著卡米一行人前往異次元的25年期間，偕同「貝兒」（幼童化的蓓兒特）被達克和呂美斯夫妻收養，但是狂龍介意達克和呂美斯結婚而在18歲時離家出走。最後在G世代中為了保護自己的妻兒和過去的夥伴們自願成為吳擎的實驗品，最後死於實驗失控時所產生的次元裂縫中，靈魂留在異次元，但肉體已消失
- 宜珊：黃色向日葵→橙色向日葵→紅色向日葵→植物人（木）

原為黑色聯盟幹部希留的護衛隊成員，後來在小哲復活小蓮時錯誤地被救活，因為是非正常復活所以過去記憶全部刪除，性格也有些微變化。身型矮小肥胖，是唯一重視痞子的人。後來在G世代與瘩子結婚，育有一子小畢。
- 王動殿：銀色戰鼠（黑暗）（空間）（土）

小哲的父親，電腦權威，擅長設計陷阱，藉由傳送石門裝置逃至精靈界後被「精靈之魔」附身以「銀色戰鼠」身分成為盟主護衛出現。在後期精靈之魔離開後與小哲合力解除月球撞擊地球的危機，最後消失在自身特殊戰士技「次元之門」的次元通道中。
- 美玉：紫色雲梟→靛色雲梟→紅色雲梟（風）

小哲的媽媽，因為性情急躁易怒，有著火爆小辣椒的綽號，小哲的髮型便是遺傳自她。藉由傳送石門裝置逃至精靈界，獲得摺紙戰士的力量，最終與王博士一同消失在「次元之門」的通道中。

#### 地球聯合軍
- 吳擎：蛇精靈．史涅克（小哲在精靈界遇到的精靈，吳擎在療傷時曾變成他的模樣）→銀色鬥蛇（電）

野心家，在故事中的角色相當於地球聯合軍軍方代表。
初期為反面人物，為了國家及對抗黑色聯盟而不擇手段，視任何人（包括自己）的性命如糞土。在實驗體一號暴走事件中更闖下大禍，而被打回基層，但後來因獲得重要資料及化身符建功而重返指揮階級。在故事後期成為全地球軍隊的總指揮，在對抗渾沌神的最終戰鬥起重大作用，更差點在渾沌神一戰中捐軀，令他在第一部後期成為頗正面的人物，但其性格並沒有改變，多次遭遇大難但卻不死，在故事後期數次為主角群所救。
在G世代中成為地球聯合軍亞洲部總指揮官，並依靠著手頭的資料多次進行人體實驗，並開發出新的精靈法術與次元車站等系統。最後選擇停留於無之次元，就此消失。
- 蘇步棋：摺紙戰士實驗體一號→變化猛獸→與里歐合為多重融合猛獸

蘇代止的父親，職業軍人，對部下的管理十分公正，但對代止的要求卻也相當嚴格，導致其子對自己的運動能力失去信心，在第一部的後段故事中曾有與主角群們短暫合作的機會，在跟里歐的戰鬥中企圖與里歐同歸於盡，與多重融合體－里歐融合為特殊猛獸狀態，於精靈界崩塌的地底城市中生死未卜。(懷疑摺紙戰士G的葛離風就是他，因為他們的獸人細胞是同樣三種)

#### 精靈界
六大屬性之神皆有屬於自己的考驗，但是是否要給予屬性戰士技依然是由神本身的意志決定，事實上只要獲得祂們的認同即可，無客觀準則（小哲等人即為此例）
- 風之神殿

獲得屬性技能條件－主題是反應，但實際條件不明。
- 火之神殿

獲得屬性技能條件－主題是勇氣，但實際條件不明，和火之神的認知有關係（例如在漫畫中痞子極無羞恥心的道歉就被認定為有勇氣的表現）。
- 水之神殿

獲得屬性技能條件－主題是耐力，跟水之神猜拳並連續贏１００次。
- 土之神殿

獲得屬性技能條件－主題是智慧，但實際條件不明。
- 電之神殿

獲得屬性技能條件－主題是決心，連續承受１００次高壓電擊。
- 木之神殿

獲得屬性技能條件－主題是愛，說出所愛之人的名稱，愛的程度總計要有一百人份。
- 精靈之魔

獲得屬性技能條件－被精靈之魔附身。
- 精靈之神－聖菲斯

獲得屬性技能條件－沒有
- 混沌神－軋德

八大魔神的結合體，原身份為異次元的科學家，為了個人的私慾離開異次元，並且開發了初期的地球，後來被某一時代的不知名高智慧生物（龍族及人類是後來的高智慧生物）分解為八大魔神，被封印在八大神殿中，與混沌寶座（金字塔）一起成為精靈界的法術系統控制中心。其後籍由主動力爐的破壞回復本來面貌，希望重新改造世界，但被絕色天龍打敗，最後被異次元的同伴帶走。
- 沉睡者－勾斯特

龍族裡最後留在精靈界的科學家，為了等待未來把絕色化身符帶回精靈界的後人，自願放棄身體，將靈魂儲放在容器之中，以保護絕色化身符的摺紙秘笈。事實上卻是別有用心，計劃奪取絕色化身符擁有人的肉體。最後計劃因主動力爐被破壞而失敗，更被絕色天龍打碎靈魂容器而亡。在摺紙戰士Ｘ中亦有短暫出現過。

#### 黑色聯盟（Black League）
- 狂炎一郎，盟主：金色龍皇（火+全屬性戰士技）→闇魔龍皇（混沌神改造）

黑色聯盟盟主，原身份為日本山田重工業的副社長，後來擅自挪用公款，組織黑色聯盟，逐步實現其侵略與統治地球的狂妄野心。建都精靈界後一度無敵，直至黑色聯盟因主動力爐破壞及猛獸失控而全盤瓦解。後與絕色天龍戰鬥但被其打敗，再被混沌神利用成為闇魔龍皇，再被改造成機械人。最後其子狂龍在迫不得已的情況下以額頭撞破了裝載父親靈魂的容器而亡。
- 黑玫瑰，副盟主：黑色玫瑰（木）

黑色聯盟副盟主，平時總是穿著一件黑長袍，並且在頭上披著黑色的頭巾，被狂龍形容成「個性陰沉的女人」。一直想成為繼任的盟主夫人，卻被狂龍排擠而告失敗。最後被狂龍打敗而亡。
- 蓓兒特，三大護衛之一：破空銀鳳→絕色神鳳（護甲）（風）

三大護衛中，唯一的女性護衛。持有的鳳精靈的名字是伊莉絲。原本是達克大學時期的女朋友，並且藉機將達克引進黑色聯盟，後來與達克在激戰中同歸於盡，達克因狼人的能力幸免於難，蓓兒特則藉由鳳凰的能力浴火重生，但在其過程中因氧氣不足被迫中斷而變成小女孩，並且認達克為父親，達克取名為貝兒。重生後原本迷戀小哲，但在小哲與小蓮跟著卡米一行人前往異次元的25年期間偕同狂龍被達克和呂美斯收養，脫離對小哲的迷戀，大破壞後已成為經營多家珠寶連鎖店的大事業家且擁有多段感情史，是黑色聯盟高等幹部中唯一存活至今的人，目前已經完全沒有獸人基因。
- 里歐．三大護衛之一：大地灰獅（土）→多重融合體-里歐（土＋風＋電）→「猛獸」融合體 - 里歐-蘇步棋

美國紐約市黑手黨的主要幹部，兒時在貧民窟裡長大，藉由各種手段晉級，並且負責地下毒品交易等重要買賣，在一次幫派巷戰中身手重傷，在瀕臨死亡時受盟主給予化身摺紙而得以生存下來，進而加入黑色聯盟，此後對盟主忠心無比。在阻止蘇步棋等人破壞精靈界主動力爐的行動中，蘇步棋與他一同自爆，進而破壞了獸化控制裝置導致融合的副作用出現獸化為猛獸並將蘇步棋融合為一體，但因為自身的細胞穩定性奇高因此慢慢地轉化為普通獸化型態，最後因為殘留在腦海中的指令記憶衝去捕捉墜落的吉爾博士而一起消失在月球地下城的深谷，生死未卜。
- 希留，三大護衛之一：白色飛龍（水）

第一個登場的高級幹部，蓄著長髮，是個高級殺手，自稱永遠二十歲的花花公子，不化身的狀態下相當的敏捷，化身後因為鎧甲的重量拖累導致速度下降。曾經在地下洞穴讓當時還是火屬性的小哲陷入苦戰。最後因頭罩損壞而獸化失控，被小蓮的定身術綑進封印光罩之中而亡。
- 福丸：橙色夢蝶（電）

盟主忠心耿耿的老管家，更是狂龍從小到大的武術指導老師，但真正的用意在於代替其母保護狂龍居多，為了不讓狂龍與父親正面衝突，在跟狂龍對戰時刻意引導狂龍對自身全力出手，只因不想殺害狂龍和不背叛盟主，最後被狂龍打敗而亡。
- 橙色飛鷹：橙色飛鷹（風）

頭髮分成兩股的男子，黃色幽蘭的搭擋。於遺跡之塔中使用水瓶結界困住書呆子並與其決戰，最後被書呆子透過計謀耗盡自身的化身能源，解除化身後被連發的「風之箭」擊敗身亡。
- 幽蘭：黃色幽蘭（木）

留著咖啡色長髮的女性，橙色飛鷹的搭擋，由於後期和精靈細胞融合，化身後臉上多了特殊的彩紋。於遺跡之塔中使用水瓶結界困住小蓮並與其決戰，最後被小蓮使用道具摺紙摺出的飛彈擊中身亡。
- 里拉：綠色蝙蝠（風）

萊西的搭擋，自從靛色魔花被殺死後，一心想為魔花報仇。由於化身摺紙為蝙蝠，因此可以霧化身軀，還擁有著超高的精神力並借此移動物體。於遺跡之塔中使用水瓶結界困住達克並與其決戰，最後反被發現弱點，以電磁裝置釋放高頻干擾音波擾亂心神後以「藍色閃電」擊殺。
- 藍西：藍色飛蟬（土）

里拉的搭擋，由於自身體質的緣故，他是黑色聯盟的成員裡，化身時限最短暫的成員，為此經常招來同伴的吐槽。他曾經用道具摺紙召喚出巨飛蟬，發出強大的音波能讓範圍內的所有人頭痛欲裂，因此讓小哲等人陷入苦戰。盟主以裝置在體內的人體炸彈為挾，逼迫體力耗盡的藍西強制化身，以致力竭後解除化身瞬間衰老，最後引爆致死。
- 越野兔：綠色越野兔（土）

綁著一束長辮的女性，在象牙多層球爭奪戰當中，與其他黑色聯盟成員攻入城鎮。與小哲等人激戰時，將元先的恐龍摺紙改折為飛龍摺紙召喚冰之守護神西瓦飛龍來作戰。其後施展泥沼術困住小哲和狂龍時被呂老師從背後偷襲而落入泥沼，卻非常恰好的被從空墜落的次元斬裂劍貫穿身軀而亡（就藍西的話來講就是死得莫名其妙）。她的摺紙也因此化作兔精靈，被呂美斯收為己有。
- 魔花：靛色魔花（木）

留著波浪中長髮的女性，與里拉關係密切，雖然等級低但卻是個幻術高手並且擁有多種戰士技。被擊敗身亡後，摺紙變成幽蘭的傀儡。間接造成里拉想要報復小哲一行人的念頭。
- 紅狐（風）

為早期的黑色聯盟出場成員中等級最高者，有著豐富的經驗和壓倒性的戰鬥力，但因為太過小看小哲的潛力而被擊敗身亡後，摺紙變成幽蘭的傀儡。
- 靛色虎鯊（水）

以水瓶結界困鎖書呆子、小蓮和痞子，並且憑藉著深海地獄波想淹死三人，但後來結界被小哲所破後因為被痞子絆倒導致慢了一步被小哲擊敗身亡後，摺紙變成幽蘭的傀儡。
- 紫色狼人

於故事一開始為了追殺達克，來到小哲住處的摺紙戰士，被達克擊敗身亡，摺紙變成幽蘭的傀儡。後來在G代的劇情中透露他有一位遺腹子。
- 黑色夜鴉

黑玫瑰手下，為黑玫瑰的後期手下中等級最高者，喜歡折磨敵人，最後遭書呆子以計謀擊敗身亡。
- 白色蜂鳥

蓓兒特的手下，與黑色夜鴉搭檔襲擊小哲等人，於精靈形態下可散播持續時間長達５分鐘的麻痺藥，最後在試圖逃跑時被兔精靈用護身牆困住，不慎撞上兔精靈，導致自己被失去法力支撐的護身牆壓死。
- 黑色錦鯉

蓓兒特的手下，與黑色夜鴉搭檔襲擊小哲等人，隱藏在水中配合著夜鴉使用水之法術，偽裝成完整的摺紙戰士可以使用複數的法術，後來與痞子及其守護神法達對戰（單方面輾壓），最終因為法達擁有第二駕駛艙而被痞子逆轉勝，摺紙化為精靈後被痞子解放，化身符亦隨之破碎。
- 白色金魚

蓓兒特的手下，於前往百慕達海底金字塔的路上伏擊小哲等人，也因為戰士技的特殊性和所處地域讓大家一時間全陷入苦戰，最後被狂龍用計遮蔽了視線後被小哲打成重傷，而為了不讓小哲得到白色等級被黑色巨鯨所殺。
- 黑色巨鯨

里歐的手下，以身為里歐的手下為榮，極度的看不起另外兩大護衛的組員，擁有全精靈界中體積最大，防禦力最強（行動區域最受限）的巨鯨護甲，被盟主指派前往支援白色金魚，強悍的攻防一體讓大家一度束手無策，被書呆子以雙重結界製作陷阱後擊破，因頭罩破損完全獸化並殺死小蓮，最後被覺醒了龍之力的小哲擊敗身亡。
- 考伯伊：白色神牛（土）

里歐的手下，鎮守於百慕達海底金字塔，身材高大如巨人，於冥王所在區域襲擊小哲等人，但因為動作和反應過於遲鈍，僅登場不到30秒便陣亡。

### 摺紙戰士G

#### 主角群（第七小隊）
原為新生市警署第七小隊（不含曉蝶），後為地球聯合軍亞洲區摺紙戰士G第七小隊。
小易小時候為了尋找父親，與李燕及畢勝曾有短暫的併肩作戰機會，也巧遇當時身為洸粒子系統實驗體的署長，但在軍方的控制之下，最後將易章旨及全村的居民催眠忘記這段經歷，而李燕與小畢則是對這段過去不願多提或回想。（此段為＜摺紙戰士０＞的內容）
- 易章旨，小易

狂龍之子，帶有龍族基因的擬獸人，對各種物理性的傷害具有快速復原與及身體對藥物自動產生強力抗體的能力。擅長格鬥術。對李燕抱持著好感，對感情遲鈍，完全感覺不到曉蝶對他的愛意。擁有龍精靈，使用火屬性法術。龍精靈蛻變後的武裝形態為爪，相關法術為核龍爆，發動條件為接觸對方的身體，並會沿著表面而上而發動爆炸。可全身獸化而保有意識，獸化後表皮為絕緣體。至尊護甲之亂後成為可與絕色天龍相提並論的英雄(連銅像都立了)。
- 華曉蝶，曉蝶

原為警署的道具組小姐，現與易章旨同為地球聯合軍亞洲區第七小隊的隊員，為帶有蝶類基因的人造擬獸人，並且極為罕見的具有多重獸化狀態（因人為改造因而基因性質穩定性不足）。暗戀小易。個性溫柔，但為小易的無動於衷感到氣惱，並妒嫉李燕能得到小易的注意。因此在她在醫院獸化時想將李燕殺死。最後化為完全獸人。擁有蝶精靈，使用土屬性法術。在黑闍勝利基地為保護易章旨而令蝶精靈蛻變成蝶之劍。
- 李燕（隊長）

帶有燕族基因的擬獸人，母親在李燕小時候為保護李燕而死於署長槍下。目前李燕也隨時會有基因崩潰的生命危險，由於為署長所贈（吳擎所做）的戒指型獸化控制器所保護，近來變得較為穩定，精靈召喚的成功率亦提升了。由於一直以來召喚精靈都不大成功的關係，李燕擅長於物理性攻擊多於法術攻擊。李燕在平時溫柔和順，但在穿上制服後便會有一百八十度的轉變，因為在目擊前隊員小漢的死亡後，造成這種性格的突變，這種火爆的脾氣亦是李燕發洩壓力的方式。李燕對於有父親感覺的男性抱持著好感。擁有燕精靈，使用風屬性法術。燕精靈蛻變後的武裝形態為弓，相關法術為八方裂風陣，屬於可遙控法術發動地點的類型。至尊護甲之亂十年後，成為新生警察署署長。
- 畢勝，小畢

畢直的兒子，小隊裡唯一擁有雙重獸人基因的隊員，但遺傳自其父的懼戰心態（以及小時候的心理創傷）也使其等級提升速度變為全隊最慢的，但在後期與戰友們的合作之下，懼戰心理已經改進不少，並且擁有葵花精靈及龍獸人的雙重能力；正因如此，就算在召喚精靈後也可以獸化。其精靈使用木屬性法術。蛻變後的武裝形態為盾或傘，漂浮力亦同時提升。至尊護甲之亂十年後，成為新生署警備隊長，長大了變瘦很多。為外傳F世代的主角，也是新一代護甲與精靈系統的試用者，和陳蘭為男女朋友的關係，只是兩者對自己都沒有什麼自信，相處上偶爾有點小彆扭，卻是絕對的天生一對。

#### 其他警方人員
- 仇雲，新生市警署署長

黑道大哥般的外型，實際上是一位倍受部屬愛戴的好長官，因為年幼時便背負照顧弟妹的責任所致，對部下的狀況極為關心，身體由於早期接受軍方試驗洸粒子系統，而留下了不少後遺症，但無立即性的生命危險。在新生市被攻陷後，受了重傷。據吳擎的說法，他現處於第九實驗室療傷，其實已被吳擎改造成龍獸人，並以龍獸人極少會有的擬獸人狀態現身(敵我不分)。至尊護甲之亂八年後回到現實世界，而後成為新生市市長。

#### 摺紙戰士G其他小隊隊員
- 第一小隊
  - （全體殉職，未曾出場）

- 第二小隊
  - （全體殉職，未曾出場）

- 第三小隊
  - 蜀良（隊長）
  - 托爾斯
  - 薩魯
  - 莎多西

- 第四小隊
  - 馬馳（隊長）
  - 楊群
  - 鄔莎奇
  - 佐藤隼人

- 第五小隊
  - 韓虎（隊長）
  - 朵莉
  - 犬飼奔
  - 今日空

- 第六小隊
  - 伊諾西西（隊長），擁有豬精靈，亞洲分部的背叛者。
  - （其他隊員失蹤，未能出場）

#### 其他軍方人員
- 賈脩，賈老師，木蘭村駐任教師

學生大多是村裡的老人家，實際上是軍方的眼線，後與小易的媽媽結婚。代碼：雷鵬六號

#### 黑闇勝利（Dark Victory）
- 首領夏鐸（龍）

對吳擎有極深的憎恨，一開始是為了創立獸人的理想國而成立黑闇勝利，但現時已有點變質。真實身分為第一部時黑色聯盟的情報官郝蕭息。大破壞時(應該是在第一部吳擎領軍攻打月球時)被俘虜，十四年後，由於某些因素繼承狂龍的基因繼續完成地球聯合軍的計畫〔G－1〕，後來成功脫逃後成立黑闇勝利。面容與狂龍相同〔擬態〕。後於攻打第九實驗室時遭吳擎電之法術攻擊，胸部以下身體（包括雙手）全被打碎，對護甲下了追逐異龍王與召還戰龍精靈的命令後死去。護甲自動修復後，確實的執行指令，阻止了異龍王的野心。
- 吉爾博士

前身為黑色聯盟專屬科學家，研究慾望和能力極強，因為吳擎的實驗失去過去的所有記憶。破解了聯合軍的召喚、道具、精靈和洸粒子製造系統，還研發出召還槍。與葛離風有特殊的關係。
- 黑闇雙雄
  - 庫瑪（熊）

力大無窮，被小畢用計打敗，但死前毀掉了小畢的花精靈。
- 李布拉（豹）

視絕色天龍－小哲為偶像，目標為達到極速移動的境界。缺點是極速移動中視野狹窄，無法顧及旁人。被小易以及其蠻橫的方式擊敗，並道出他對於摺紙戰士G中關於狂龍所知道的所有相關資料
- 奇花三姊妹
  - 徐柳（柳），擁有柳葉精靈，使用木屬性法術。精靈蛻變後的武裝形態為迴旋標。在南極被第七小隊打敗後，遭到葛離風殺害。

能力：耐打，韌性強。
- 波特妮（捕蠅草），擁有捕蠅草精靈，使用木屬性法術。精靈蛻變後的武裝形態為鉗子。被華曉蝶打敗後被草精靈吸乾能量使用法術而亡。

能力：交換生物神經鏈結。
- 蘿絲（玫瑰），擁有玫瑰花精靈，使用木屬性法術。精靈蛻變後的武裝形態為鑽子。在南極被第七小隊打敗後，被凱特殺害。

能力：使男性敵人服從自己下的指令。
- 葛離風

是吉爾博士的分身，當初挑戰夏鐸被打敗而到南美洲自立，現被夏鐸召到南極幫助抗敵。擁有一班實力非常高，但心靈脆弱（對心靈系的催眠毫無抵抗力）的下屬。
右手為義肢（被小易在戰鬥中破壞從而失去理智）。死於異獸腳下。
應該是第一部中，多重融合體里歐和蘇步棋以及吉爾博士融合後，被強行分體而成的產物。
- 凱特

做事謹慎，確認對手無防備實在攻擊。喜歡葛離風，卻也因謹慎的個性遲遲不敢告白。在中了麻醉針後仍然憑藉著意志勉強移動企圖牽制第七小隊，最後被葛離風誤殺。
- 柴呟

為黑闇勝利從事諜報工作，戰鬥力並不高，依賴道具作攻擊。於吳擎對巨大守護神與週遭的守護神群的反擊中失蹤。
- 霍克

為黑闇勝利潛入摺紙戰士G的臥底，鷹獸人。公開自己身分之後被吳擎逮捕關押於第九實驗室，後於青島八號被轟沉時被釋放。
- 貝特

被稱為吸血魔（其實"吸血魔"指的是莎賓娜的獸化狀態），獸化時擁有自主意識與霧化能力，貝特為了找尋解救莎賓娜的方法進入新生市強行奪取摺紙寶典，而身亡於吳擎的槍火之下。其屍體現被收藏於第九實驗室。於青島八號被轟沉時被其妻莎賓娜帶走。
- 莎賓娜

雖然心地善良，但因為自身基因缺陷導致完全獸化，由於不像貝特擁有自主意識與霧化能力，以至於闖入新生市屠殺無辜而不自知，身體細胞極端的不穩定，只要沒有獸化控制裝置便會不由自主的獸化。現被囚禁於第九實驗室。後被李燕和署長解放出來並找回她的先生。
- 魔狼

黑暗勢力入侵新生市的開路先鋒，為黑色聯盟裡紫色狼人之遺腹子，十歲時開始變成半狼人，只有在滿月時才會回復人形（且人形戰鬥力極低，與獸人形態完全相反）。其屍體現被收藏於第九實驗室。
（紫色狼人見第一部。）

#### 先代角色
- 王志哲

以絕色天龍的身份成為傳說。與小蓮在不同的空間中找尋失蹤的雙親，由於那裡與地球的時間流逝不同，所以仍以少年的面貌在第九實驗室的影像中出現。小哲現在已經不是獸人，因為在處刑室被強行和龍精靈細胞分離後，沒有再融合，所以不是獸人，能力為
（1）瞬間加速
（2）負能量轉化：把吸收到的能量轉化成與原本能量的性質完全相反的能量的技術。
（3）強化戰士技：通過加速把舊有的戰士技強化（伸縮纏巾本身具有周波性，所以不屬於強化，《摺紙戰士X》中的“紅色天龍”便可自由使用伸縮纏巾的形態變化）
（4）利用裝備者的能量製造法術（與舊系統相比威力不強）。
（5）可以進行空間穿梭（透過大量的洸粒子來進行次元間的空間定位，由卡米等人安裝）
在異次元恢復小蓮的記憶後曾回過地球（當時地球的時間是大破壞十年後），並把一些有助重建都市的資料交給吳擎（惟吳擎沒有消息告訴眾人，因此眾人亦不知道小哲曾經回過地球）而後繼續穿梭各次元空間尋找父母。
- 畢直

因為身上的龍精靈細胞未被分離，所以大破壞後為被監察的龍獸人之一．與宜珊結婚後生下畢勝，居於新生市。
- 吳擎

地球聯合軍亞洲區參謀總長。大破壞後利用所餘的研究資料，創造以摺紙召喚系統為核心的新文明。由於身上擁有蛇精靈細胞（在前作化身成銀色鬥蛇），所以也是獸人之一。擁有蛇精靈，使用電屬性法術。蛇精靈第一次蛻變後的武裝形態為槍，可作遠距離攻擊。第二次蛻變後的武裝形態為元神型態。其性格跟初代時沒太大改變，一樣堅持“為了國家及人類未來，任何事情也可以犧牲，包括人命”的原則。完結篇中，決心留在無之次元追尋知識，就此下落不明。
- 狂龍

易章旨的父親。由於與渾沌神對抗期間堅持使用舊摺紙戰士系統，所以仍擁有龍精靈細胞（黑色狂龍），成為被吳擎監察的龍獸人之一。大破壞後跟老師及達克同住，因發現並不滿吳擎的獸人監察制度，18歲那年開始便離家出走逃亡。及後跟易蓉生下了易章旨。易章旨出生後不久，便在地球聯合軍以其妻子及老師一行人性命威脅下，逼不得已離開易章旨的母親，成為地球聯合軍實驗的白老鼠。四年後（據賈脩“一年前”的說法，即摺紙戰士０故事前一年，就是狂龍離開小易母親後四年）成功召喚出龍精靈，卻因精靈暴走，實驗室全毀，混亂中，精靈與狂龍一同消失在法術圖騰中，而後再見面時已經身處無之次元。根據李布拉所說，他是「摺紙戰士G系統的起源」。結局前眾人在無之次元見到狂龍，此時的他已經失去肉體僅存意識而無法離開，對吳擎的恨已經消失。

## 用語集

#### 《摺紙戰士》的系統

##### 火之法術
火焰盾
紫色等級的火之法術。火焰之盾，防禦法術。
火焰柱
靛色等級的火之法術。火炎做出來的柱，防禦法術。
烈火盾
藍色等級的火之法術。火焰盾升級版，防禦法術。
火神炮
綠色等級的火之法術。在手指發射火焰炮彈，攻擊法術。
火龍波
黃色等級的火之法術。龍頭型火焰向對手攻擊，攻擊法術。
火焰拳
橙色等級火之法術，在拳頭附近產生高溫火焰攻擊敵人，攻擊法術。
火龍翔天
紅色等級火之法術，產生依照意志追蹤敵人的火龍，攻擊法術。
千度火神
白色等級火之法術，:貌似火之神的火之巨人，攻擊法術。
火神之舞
灰色等級火之法術，千度火神強化型，溫度更高，攻擊法術。
火之地獄
黑色等級火之法術，放射出散彈狀火焰，攻擊法術。
火神之怒
銀色等級火之法術，令敵人體內產生火焰自燃，有效範圍一公尺。攻擊法術。
黃金九龍陣
金色等級的火之法術，發放九條能依照施法者的意志控制的火龍，使用後施術者會昏迷一段時間。攻擊法術。

##### 水之法術
降雨術
紫色等級的水之法術。從天降下恢復體力的神奇雨水，但恢復力不高，輔助法術。
深海地獄波
靛色等級的水之法術。以高壓水柱衝擊敵人，配合水瓶結界使用亦可將敵人淹死。攻擊法術。（另類使用法：滅火）
藍海彈
藍色等級的水之法術。高壓冰彈攻擊敵人，攻擊法術。
高壓水箭
綠色等級的水之法術。壓縮水變成箭，攻擊法術。
漩渦術
黃色等級的水之法術。做出漩渦，輔助法術。
海神刀
橙色等級的水之法術。在手噴出水形成刀，攻擊法術。可和海神劍雙手持有使用，合稱雙刃斬。
水玲瓏
紅色等級的水之法術。高速流動的水護盾，防禦法術。
白色水妖
白色等級的水之法術。可關著敵人，在白色水妖中白色等級以下法術無效，輔助法術。
海神戟
灰色等級的水之法術。大範圍高壓水箭向下型及加強版，攻擊法術。
海神劍
黑色等級的水之法術。從手中噴出水之巨劍，在劍刃周圍也有可怕的殺傷力，攻擊法術。
海神之女
銀色等級的水之法術。凝聚周圍的水份形成巨神，令周圍凍結。輔助法術。
金海龍王
金色等級的水之法術。凝聚周圍的水份形成巨大冰龍攻擊敵人，使用後施術者會昏迷一段時間。攻擊法術。

##### 電之法術
閃電腿
紫色等級的電之法術。在腿的周圍產生電擊攻擊敵人，須配合武術才能發揮其威力，攻擊法術。
閃電爪
靛色等級的電之法術。在手的周圍產生爪形的電擊攻擊攻擊敵人，攻擊法術。
藍色閃電
藍色等級的電之法術。藍色的閃電，攻擊法術。
閃電網
綠色等級的電之法術。以閃電形成網狀，可攻擊敵人，亦可包圍自己形成防禦，攻擊及防禦法術。
閃電疾走
黃色等級的電之法術。向一直線前進的閃電攻擊，攻擊法術。
閃電球
橙色等級的電之法術。製造球狀閃電攻擊，攻擊法術。
紅色閃電
紅色等級的電之法術。可控制攻擊方向的閃電，攻擊法術。
雷電之神
白色等級的電之法術。閃電形成之巨人，可指揮其攻擊敵人及防禦，威力是紅色閃電的兩倍，攻擊及防禦法術。
疾電之龍
灰色等級的電之法術。閃電形成的巨龍，能在一瞬間吞噬敵人，是雷電之神強化型屬。攻擊及防禦法術。
閃電天網
黑色等級的電之法術。閃電網的加強版，電擊及防禦範圍加大，攻擊及防禦法術。
雷霆電殛
銀色等級的電之法術。從敵人內部產生高壓電擊攻擊敵人，有效範圍一公尺。 攻擊法術。
制裁金雷
金色等級的電之法術。巨大雷電直轟而下消滅敵人。使用後施術者會昏迷一段時間。攻擊法術。

##### 木之法術
毒藤術
紫色等級的木之法術。用有毒的蔓藤攻擊敵人，但不能穿過摺紙戰士身上的裝甲，攻擊法術。
毒粉幻術
靛色等級的木之法術。用花粉令敵人產生各種幻覺，輔助法術。
定身術
藍色等級的木之法術。用蔓藤抓著敵人，輔助法術。
草之護盾
綠色等級的木之法術。從地面生長出草護盾防禦，防禦法術。
傀儡術
黃色等級的木之法術。用被打敗過的戰士摺紙招喚並操縱被打敗的戰士，輔助法術。
體力回復術
橙色等級的木之法術。回復對方體力(有一定限制)，輔助法術。
神聖之木
紅色等級的木之法術。急救裝置．只要還沒去輪迴便可以令對方重生(摺紙戰士會變成精靈)，輔助法術。
白色世界樹
白色等級的木之法術。用了這個法術令傀儡戰士召還到精靈界，輔助法術。
靈能之術
灰色等級的木之法術。可解除我方遭受的混亂、中毒、昏迷、催眠、幻術...等異常狀態，輔助法術。
黑色木靈獸
黑色等級的木之法術。召喚用木做的巨獸，能使用尖刺等攻擊．攻擊法術。
銀光花仙子
銀色等級的木之法術。以散發銀光的荊棘森林困住敵人，進入森林即無法離開，進入冬眠狀態，輔助法術。
黃金救世主
金色等級的木之法術。可恢復周圍環境所受的破壞，恢復成一片草原森林，和平用途，可重整遭受破壞的環境。，使用後施術者會昏迷一段時間。輔助法術。

##### 土之法術
地陷術
紫色等級的土之法術。把地面下陷，輔助法術。
護身牆
靛色等級的土之法術。用泥土做的護牆，防禦法術。
大地之聲
藍色等級的土之法術。土之法術唯一能量型法術，攻擊法術。
泥沼術
綠色等級的土之法術。改變土地份子結構令土地變成泥沼，輔助法術。
岩崩術
黃色等級的土之法術。將山上的巨石崩落砸敵人，威力因地形而異，岩石越高，威力越高，攻擊法術。
沙蝕術
橙色等級的土之法術。將周圍物體腐蝕成沙，碰到這些沙塵，亦會遭到腐蝕重傷，攻擊法術。
飛砂走石
紅色等級的土之法術。一塊塊巨石飛向敵人，攻擊法術。
鋼化之術
白色等級的土之法術。大幅提升自身防禦力，使用幾次就可防禦幾次，輔助法術。
大地之氣
灰色等級的土之法術。大幅提升令自身攻擊力，輔助法術。
大地之斧
黑色等級的土之法術。召喚石做的巨斧直砍而下，攻擊法術。也有解除敵人鋼化之術的副作用。
梅杜莎之眼
銀色等級的土之法術。讓敵人身體裡的礦物質自動無限複製，使敵人石化死亡。攻擊法術。
大地金龍
金色等級的土之法術。在周圍形成巨石神龍，可防禦所有形式攻擊，在一定時間內為無敵狀態。使用後施術者會昏迷一段時間。攻擊及防禦法術。

##### 風之法術
風之箭
紫色等級的風之法術。以風壓製造箭攻擊敵人，可單發或連發。屬攻擊法術。
旋風術
靛色等級的風之法術。造出旋風轟向敵人，亦可防禦，屬攻擊及防禦法術。
風神腿
藍色等級的風之法術。以掃腿的方式，將風的破壞力以自己為圓心散發出去，是攻防一體的招式，屬攻擊及防禦法術。
千發拳
綠色等級的風之法術。風之箭強化型．製造大量風造拳打向敵人(每發威力約風之箭3倍),屬攻擊法術。
音速拳
黃色等級的風之法術。將千發拳的風壓集中於一點，攻向敵人，可說是千發拳的強化版（威力約為每發千發拳的30倍），屬攻擊法術。
風神之鎚
橙色等級的風之法術。製造風壓形成巨鎚由敵人上方壓下攻擊，屬攻擊法術。
龍捲風
紅色等級的風之法術。旋風術升級版，屬攻擊及防禦法術。
白色風神
白色等級的風之法術。用強力風壓壓向對手，屬攻擊法術。
死亡之霧
灰色等級的風之法術。在風中散出毒素，逐漸奪走敵人的體力，但是我方人員吸入毒素亦會喪失體力，故極少使用，除非自己的體力比對方多很多...屬攻擊法術。
風之地獄
黑色等級的風之法術。做出大量骷髏頭狀風壓打向對手，屬攻擊法術。
風神之髮
銀色等級的風之法術。強加對方/自身能力，當對方是摺紙戰士時會令對方因感知力過大而混亂。輔助型法術。
金龍風暴
金色等級的風之法術。將敵人封印在圓球封印中，在封印內引發強裂颶風，撕裂敵人，封印範圍最大可涵蓋整個台北市。使用後施術者會昏迷一段時間。攻擊法術。

##### 黑暗法術
魂飛魄散
令敵人立即進入瀕死狀態，長時間未得到法術「元神歸一」治療便會因靈魂枯萎死亡且不能復活。攻擊法術。
空間飛躍
以超高速從一點移動到另一點，輔助法術。
暗夜消影
進入異空間以隱藏自己身影，輔助法術。

##### 神聖法術
元神歸一
回復魂飛魄散的異常狀態。輔助法術。
巧奪天工
回復傷害，亦可將一件簡單物件回復原狀。回復法術。

##### 惡魔等級（混沌神專用）法術
天崩地裂
多重型土之法術，由岩崩術和沙蝕術融合而成。攻擊法術。
風神真空陣
多重型風之法術，多重普通風系防禦術風之盾。防禦法術。
地龍翻身
用巨石形成巨龍，攻擊及防禦法術。
毀天滅地
混沌神的最強力量，所有屬性法術的合體攻擊。攻擊法術。

##### 屬性的相剋
六大屬性相剋如下：水剋火、火剋木、木剋風、風剋土、土剋電、電剋水。

##### 屬性戰士技
戰士以通過八大魔神考驗後所得屬性使出的戰士技，種類因人而異。不受法術限制系統影響（即不用傳送）。一般來說是替護甲安裝新武器（如火屬性加裝火焰彈、電屬性加裝電擊鎗、土屬性加裝近身武器及木屬性加裝護盾等），但亦有可能是令護甲覺醒一種能量形的戰士技（如「火焰龍爪破」－ 一種藉火焰增強「龍爪破」破壞力的招式）。

#### 《摺紙戰士G》的系統
精靈由另一個空間傳來的能量或物體。當召喚精靈並使用法術時，精靈會打開異世界的空間通道，讓該世界的物質傳來攻擊敵人。
精靈亦可作蛻變，使其外型改變，法術來源更廣，使出的法術比未蛻變時強很多，同時精靈的身軀亦會變得更堅固，對於近身戰較有利。
在G世代中【洸粒子】是人生活中不可或區的物品，洸粒子可因組合的結構不同而有所變化。用摺紙召喚任何物品例如:家具、交通工具、絕色警察的護甲、守護神等等。

#### 《護甲系統》
一般護甲
一般護甲擁有升級系統，但不像舊系統般以顏色來分等級，而是憑數字(99為最高)。由微電腦來判定獸人細胞強度再來進行升級。可更改程式（就像直接調99等），不夠後遺症會使使用者身體受不了護甲的機能導致全身傷痕累累。
最終摺紙戰士護甲
最終摺紙戰士護甲。由前代絕色天龍的護甲資料做為基礎，奠定了至尊護甲並提高跟改良他的AI，還加入了類似混沌神的能源防護罩的能力。擁有自行思考的能力，還會自行搜索空間座標。並且能自行製造召喚摺紙(不過需要材料)，還可以列印摺紙寶典裡的摺紙摺法，就連洸粒子也製造，沒有強制召還的保護系統。擁有可以干擾對手空間座標的次元干擾器，效果跟首領的擊龍拳一樣可消去對手的法術施展~有無之法術。

#### 《守護神系統》
一般守護神
軍方極為普遍的兵器由摺紙摺出的不同召喚出來的守護神也不同，也有的擁有自我修復能力（但並不是全部都有），只要周圍有足夠的洸粒子。
至尊守護神
吳擎所擁有的守護神，程式的設定與其他守護神完全不同，一般守護神是固定洸粒子數量來構成。至尊守護神則是以周圍洸粒子濃度來調整守護神大小，也就是說，周圍洸粒子越多就能召喚出越強大的守護神。

### 《摺紙戰士G》的精靈
龍精靈
易章旨的精靈，屬火系，武裝後為龍之手（爪子）。經由博士的試做摺紙重新召喚後，外表較為不同。可變換為元神型態。
燕精靈
李燕的精靈，屬風系，武裝後為燕之弓。（因李燕獸人基因不穩定，時常出不來。）
蝶精靈
華曉蝶的精靈，屬土系，武裝後為蝶之劍。
花精靈（小畢）
畢勝的精靈，屬木系，武裝後為花之盾。（平時可載小畢飛行）
蛇精靈
吳擎的精靈，屬電系，武裝後為靈蛇之槍。可變換為元神型態。
花精靈（蘿絲）
黑暗勝利的蘿絲所擁有的精靈，屬木系，武裝後為玫瑰鑽刺。
草精靈
黑暗勝利的波特妮所擁有的精靈，屬木系，武裝後為毒之莢。
葉精靈
黑暗勝利的徐柳所擁有的精靈，屬木系，武裝後為柳旋標。
異種精靈
黑暗勝利的葛離風有的精靈，屬土、風和雷三種屬性，武裝後為獸靈砲。
戰龍精靈
黑暗勝利的首領有的精靈，屬火，武裝後為翅膀，可變換為元神型態。
熊精靈
黑暗勝利的庫瑪有的精靈，屬土，不會武裝。
雪豹精靈
黑暗勝利的李布拉有的精靈，屬水，無武裝。

##### 火之法術
火炎柱
柱狀的火焰。
熔岩烈炎
強烈的岩漿球，威力極大。
核龍爆
發動條件為接觸對方的身體，並會沿著敵人表面而上而發動爆炸。擁有強大的破壞力的同時亦消耗大量法力。暫為龍爪的專用法術。
寂靜火原
通往火之次元的隧道，可以吞噬法術以至異獸。
霸炎之道

天火紅蓮
空對地形式的火之法術。
爆旋之炎
火焰以分散旋轉的方式大範圍攻擊。
龍炎爆發
似「爆旋之炎」不過發射方式不同。
爆轉乾坤
兩條旋轉的火柱。
極速飛焰
快
旋轉飛焰
「熔岩烈炎」配合風之法術的「螺旋風道」所成的法術，攻擊範圍極大。
火迴旋
有催眠的效果。
焰鬼落獄
召喚出形狀像是鬼的火焰直擊對手。
極爆龍炎
溫度一千度以上的高溫火焰。異龍王用這招偷襲吳擎，只可惜輕輕鬆鬆的被吳擎用無之法術消去了威力。
火焰多頭龍

##### 水之法術
千年寒冰牢
樹枝狀的冰杖困住敵人，但對已化身摺紙戰士效果不好。
寒冰水龍捲
水中帶著巨大的碎冰，雖然容易躲開，但可凝結10公尺以內的物體。
冰晶瀑布
與土之法術的「鑽石流星雨」差不多，不過是以冰塊攻擊。
黑水龍捲

旋冰盾

##### 電之法術
紫電之莿

疾電雷嗚
橫向雷擊砲。
奪命雷霆
法術定位攻擊，威力強大。
雷霆爆
橫向雷擊砲。
雷霆穿身術
強力的雷打穿對手身體，雖然表面看不出傷害，但中招者會身體麻痺。
雷神之柩

##### 木之法術
天空森林
大量的荊棘木由天上往下攻擊對手，攻擊範圍極大。也是小易故鄉的觀光勝地荊棘山的由來。此法術出現在摺紙戰士G前傳裡由實驗體S-520所使出的法術。
定身術
用刺藤綁住對手，但對等級10以上的摺紙戰士無效。
孤蠱之菇
巨大的毒菇，含大量催眠粉末，可催眠對手。
紫竹柵欄
竹子形成短暫的護牆。
巨木之劍
十字狀的巨型木劍，攻擊力極強。
鬼面奪命檻

攻城之木
巨大的木造飛彈。
纏身術
韌性極強的草纏住對手。
松竹密陣
竹、松的劍從多處射出。
惡腐爛實
召喚會散發出惡臭的大番茄，但是是以番茄中的寄生蟲怪攻擊對手。
柳葉之劍
柳葉劍連射。
千層花粉症
放出花粉使敵人感冒、流鼻涕、打噴嚏。
極速椎心木
似「攻城之木」但因為較小，速度快，破壞力較強。
強酸蝕人草
含強酸的植物，可使對手重度灼傷。
地獄籠草
以法是定位攻擊，將對手吞入食人草中。暫屬的玫瑰鑽刺專用法術。
地獄籠草陣
似「強酸蝕人草」。
破城之樁
似「攻城之木」。
聖靈之木
某種不明植物的根，可回復怪病。
彈簧藤
可反彈任何物理法術。
鐵甲豬籠草
叫出豬籠草，豬籠草可容納任何物質。
荊棘森林
召喚一堆荊棘籐蔓，輔助用途。可以在流沙或水面作臨時地台，或作臨時屏障使用。
窺心木
奇怪的種子，可由植物型獸人種子核心中得知其植物型獸人之前的記憶。
絕木碎心鑽

爆音核果
外表堅硬粗糙，其實構造跟氣球差不多。具有像是廣播器的效果，可以讓全地球聽到你在說話，也能做攻擊。

##### 土之法術
碎石飛擊
召喚出碎石飛向敵人，屬多發性攻擊；攻擊力和命中率均不算太高。撃中一般敵人可使之暈倒。
巨石陣
召喚出一根巨石柱來攻擊或作為障礙物，攻擊力比碎石飛撃高。
石巨人召喚
召喚石造的巨人。雖為異世界的「生物」，但可透過精靈予以控制。行動力及攻撃力不俗，但弱點為腿部。可偽裝成石塊欺敵。
水晶護身
以一層水晶壁附著在摺紙護甲上，可加強防禦力。
鎂石爍火陣
以“蝶之劍”尖端放出的磷粉為媒介，召喚圖騰，圖騰在敵人四周後再召喚飛石，飛石交錯可產生強烈火焰。暫屬蝶之劍的專用法術。
銅牆鐵壁
堅固的鐵牆，其防禦力效果強過護身牆。
大地浮舟
已浮石製成的戰場，可在大海上漂浮。
鋼岩破滅
巨大的鋼石飛擊。
鎢鋼震擊
鎢鋼硬度鑽石硬度稍高，重量極大。
鑽石碎擊
似「碎石飛擊」不過其石換為鑽石。
巨大金鋼鑽
似「巨石陣」不過其石換為金鋼鑽。
鑽石流星雨
似「鑽石碎擊」不過變成連打+放大版。
水銀球
會從皮膚滲透吸收，不可以直接碰觸，導致對手汞中毒!
瀝青瞬著劑
可黏住對手，其逃不掉。
巨石列陣
巨石陣的強化版，多數個巨石柱來攻擊或作為障礙物。
泰坦巨盾

巨人之鎚
巨大的石柱直擊敵人。

##### 風之法術
飛行術
能使人浮在空中
旋風術

旋風護盾

疾風之箭

螺旋風道

八方裂風陣
可遙控法術發動地點，由使用者手上的弓射出法術圖騰，再加以控制。圖騰在附在敵人身上後再發動，產生爆裂的效果。暫屬燕之弓專用法術。
御風疾行
好像是飛行術的強化版，能使人浮在空中。
疾速移形

##### 異種法術
異種法術均為三種不同法術的合體法術
大地雷風
碎石飛擊+螺旋風道+紫電之擊
電光旋石
紫電之擊+（轉動+刺刺的巨石陣）
電擎風岩
巨石陣+疾風之箭+疾電雷嗚
電石風雲
疾電雷嗚+螺旋風道+碎石飛擊
風岩雷霆
碎石飛擊+紫電之擊+疾風之箭
電石颶風散彈陣
可發射法術發動地點，由使用者手上的槍射出三種法術圖騰，再加以控制。圖騰在附在敵人身上後再發動，產生的三種法術效果。暫屬獸靈砲的專用法術。
召喚異獸
原為異種精靈的身體，獅子+老鷹+蛇。

##### 無之法術
冥界虛空
藉由洸粒子作為媒介，開啟某個可以吞噬一切的次元，但開啟時間只能維持不到一秒。否則吞噬威力會更大，目前為至尊護甲專有的特殊法術，但法術的消耗能量是一般法術的兩倍。
冥王之星
聚集大量的洸粒子形成一顆巨大的純洸粒子球（前面有＂冥＂跟後面有＂王＂字），做為無之法術的媒介來產生更大的破壞力。
混沌之劍
聚集大量的洸粒子形成一把劍的型狀的純洸粒子劍，嵌入對手體內分散洸粒子，讓洸粒子可以在體內多處發動無之法術來進行大散為攻擊。缺點，是一種賭博的行為。
冥界斬龍刃
至尊護甲將至尊守護神召還後，並用且一路收集洸粒子最後組成得一把巨劍，威力極強，但是太大時需要風之法術來幫忙。
虛無之星
小易藉由至尊首護神剩下的腳的洸粒子先組成冥界斬龍刃攻擊異龍王，但是卻被異龍王擋下，所替牠準備的第二份禮物，藉由召還後的大量洸粒子散布在敵人四周，使敵人無法逃避，但是這招也是一個無差別攻擊。

##### 融合法術
雷霆烈焰劍(電+火)
由火之法術跟雷之法術所融合的合體法術。
電火制裁(電+火)

大霹靂(電+火+土+水+木+風)
小易藉由至尊護甲同時開啟六種法術所使出的終極合體法術，可粉碎方圓一百公尺內的事物。缺點能量消耗量極大，差不多是小易本身的體力。
雷火玄岩(電+火+土)
異龍王吸收山豬異獸後所使出的融合法術，攻擊範完可以將整個遺世之島全毀。大小差不多是融合了兩隻異獸後的異龍王的二十倍之上的大小。
風火岩雷超連擊(風+火+土+電)

#### 特別技能
光合作用
小畢化成植物人後所使出的回復技能，可以把太陽的能量化為小畢本身的能量。

### 異獸
原型出自作者最早的作品——獸王傳說中十二聖獸的模樣。
來自異空間的怪獸，擁有極強的破壞力和再生力，是精靈原來的肉體。就算頭部被轟掉也能慢慢地重生。當召喚異獸之精靈二次蛻變成元神型態，便可成功控制異獸。打敗異獸後便可以吸收戰敗的異獸（前提是該異獸没有靈魂）。
異龍王
戰龍精靈召喚出來的異獸，為牠原本的身體，異世界火龍國之王，會二度蛻變。
天鼠神
原為鼠精靈的身體，真實身分為異次元的守護神，頭上有個【子】字。擅長穿梭次元。於單行本F世代結局時再度短暫登場。
震地牛神
原為牛精靈的身體，真實身分為異次元的守護神，頭上有個【丑】字。
虎王神
原為虎精靈的身體，真實身分為異次元的守護神，頭上有個【寅】字。
月兔神
原為兔精靈的身體，真實身分為異次元的守護神，頭上有個【卯】字。
震龍王
小易的龍精靈召喚出來的異獸，也會二度脫變。雖然敗於異龍王而導致全身被炸毀，但在第84話時靠著一隻“腳”爬出了被雷火玄岩粉碎的遺世之島。當靈魂回到原來肉體後，頭上出現了【辰】字。為所有次元守護神中唯一的第二代繼承者。
靈蛇王（靈蛇神）
吳擎的蛇精靈召喚出來的異獸，戰敗後被異龍王吸收，真實身分為異次元的守護神，頭上有個【巳】字。
千里馬神
原為馬精靈的身體，真實身分為異次元的守護神，頭上有個【午】字。
御手羊神
原為羊精靈的身體，真實身分為異次元的守護神，頭上有個【未】字。擅長治療系法術。
火猴神
原為猴精靈的身體，真實身分為異次元的守護神，頭上有個【申】字。
雉姬神
原為雉精靈的身體，真實身分為異次元的守護神，頭上有個【酉】字。
犬王神
原為犬精靈的身體，真實身分為異次元的守護神，頭上有個【戌】字。
朱王神
原為豬精靈的身體，真實身分為異次元的守護神，頭上有個【亥】字。

## 出版書籍
| 冊數      | 青文出版社     | 青文出版社            |
| 冊數      | 發售日期       | ISBN                  |
| 摺紙戰士  | 摺紙戰士       | 摺紙戰士              |
| --------- | -------------- | --------------------- |
| 1         | 1996年5月15日  | ISBN 978-957-539484-4 |
| 2         | 1996年9月1日   | ISBN 978-957-539536-0 |
| 3         | 1997年4月15日  | ISBN 978-957-539626-8 |
| 4         | 1997年6月15日  | ISBN 978-957-539756-2 |
| 5         | 1997年12月15日 | ISBN 978-957-539861-3 |
| 6         | 1998年3月10日  | ISBN 978-957-539919-1 |
| 7         | 1998年7月15日  | ISBN 978-957-539984-9 |
| 8         | 1998年11月20日 | ISBN 978-957-595078-1 |
| 9         | 1999年4月5日   | ISBN 978-957-595175-7 |
| 10        | 1999年7月30日  | ISBN 978-957-595265-5 |
| 11        | 1999年12月1日  | ISBN 978-957-595365-2 |
| 12        | 2000年2月25日  | ISBN 978-957-595418-5 |
| 13        | 2000年5月25日  | ISBN 978-957-595473-4 |
| 14        | 2000年9月25日  | ISBN 978-957-595599-1 |
| 15        | 2001年1月10日  | ISBN 978-957-595696-7 |
| 16        | 2001年4月10日  | ISBN 978-957-595789-6 |
| 17        | 2001年9月10日  | ISBN 978-957-595954-8 |
| 18        | 2002年3月10日  | ISBN 978-957-509117-0 |
| 19        | 2002年8月20日  | ISBN 978-957-509298-6 |
| 20        | 2003年1月15日  | ISBN 978-957-509446-1 |
| 21        | 2003年3月31日  | ISBN 978-957-509505-5 |
| 22        | 2003年6月16日  | ISBN 978-957-509543-7 |
| 摺紙戰士G |                |                       |
| 1         | 2003年12月10日 | ISBN 978-957-509668-7 |
| 2         | 2004年3月20日  | ISBN 978-957-509789-9 |
| 3         | 2004年11月26日 | ISBN 978-986-156028-1 |
| 4         | 2005年2月20日  | ISBN 978-986-156063-2 |
| 5         | 2005年5月6日   | ISBN 978-986-156171-4 |
| 6         | 2005年8月15日  | ISBN 978-986-156246-9 |
| 7         | 2005年10月20日 | ISBN 978-986-156349-7 |
| 8         | 2006年2月1日   | ISBN 978-986-156495-1 |
| 9         | 2006年6月1日   | ISBN 978-986-156506-4 |
| 10        | 2006年9月20日  | ISBN 978-986-156655-9 |
| 11        | 2007年7月1日   | ISBN 978-986-156788-4 |
| 12        | 2007年8月1日   | ISBN 978-986-209041-1 |
| 13        | 2007年10月17日 | ISBN 978-986-209090-9 |
| 14        | 2008年1月30日  | ISBN 978-986-209254-5 |
| 15        | 2008年5月6日   | ISBN 978-986-209396-2 |
| 16        | 2008年7月21日  | ISBN 978-986-209473-0 |
| 17        | 2008年8月14日  | ISBN 978-986-209554-6 |
| 18        | 2008年12月27日 | ISBN 978-986-209686-4 |
| 19        | 2009年2月19日  | ISBN 978-986-209764-9 |
| 摺紙戰士X |                |                       |
| 全        | 2009年8月12日  | ISBN 978-986-209967-4 |
| 摺紙戰士F |                |                       |
| 全        | 2014年2月6日   | ISBN 978-986-310922-8 |
| 摺紙戰士A |                |                       |
| 1         | 2019年8月19日  | ISBN 9789865120191    |
| 2         | 2019年11月7日  | ISBN 9789865121419    |
| 3         | 2020年3月5日   | ISBN 9789865122775    |
| 4         | 2020年8月17日  | ISBN 9789865124649    |
| 5         | 2021年1月25日  | ISBN 9789865128890    |
| 6         | 2021年8月25日  | ISBN 9786263035119    |
| 7         | 2022年1月4日   | ISBN 9786263039742    |
| 8         | 2022年9月8日   | ISBN 9786263228627    |
| 9         | 2022年10月20日 | ISBN 9786263403888    |
| 10        | 2023年9月20日  | ISBN 9786263623316    |
| 11        | 2024年1月8日   | ISBN 9786263627550    |
| 12        | 2024年6月13日  | ISBN 9786263835399    |
| 13        | 2024年8月7日   | ISBN 9786263839489    |
| 摺紙Q戰士 |                |                       |
| 全        | 2020年11月16日 | ISBN 978-986-512629-2 |

## 外部連結
台灣青文《無限誌》摺紙戰士A專頁 （页面存档备份，存于）